# Alper Potuk
Alper Potuk (* 8. April 1991 in Bolvadin) ist ein türkischer Fußballspieler, der bei Çaykur Rizespor unter Vertrag steht.

## Karriere

### Im Verein
Potuk begann mit dem Vereinsfußball in der Nachwuchsabteilung von Çiftelerspor. Hier fiel er den Nachwuchstrainern von Eskişehirspor auf, die das Talent 2005 für ihre Nachwuchsabteilung gewinnen konnten. 2009 wurde der Cheftrainer der Profimannschaft, Rıza Çalımbay, auf Potuk aufmerksam und beteiligte diesen, neben dessen Tätigkeit für die Reservemannschaft, auch am Training der Profis. Am 29. Mai 2009 gab Alper Potuk sein Debüt im Profikader im Ligaspiel gegen Gaziantepspor, wo er in der 75. Spielminute eingewechselt wurde. Schon in der Folgesaison (2009/10) erhielt er längere Einsatzzeiten und gehört mittlerweile zu den Stammspielern der Mannschaft. Seine Tor-Premiere feierte Alper Potuk im Oktober 2011 gegen Samsunspor, wo er den Treffer zum 1:0-Sieg schoss.

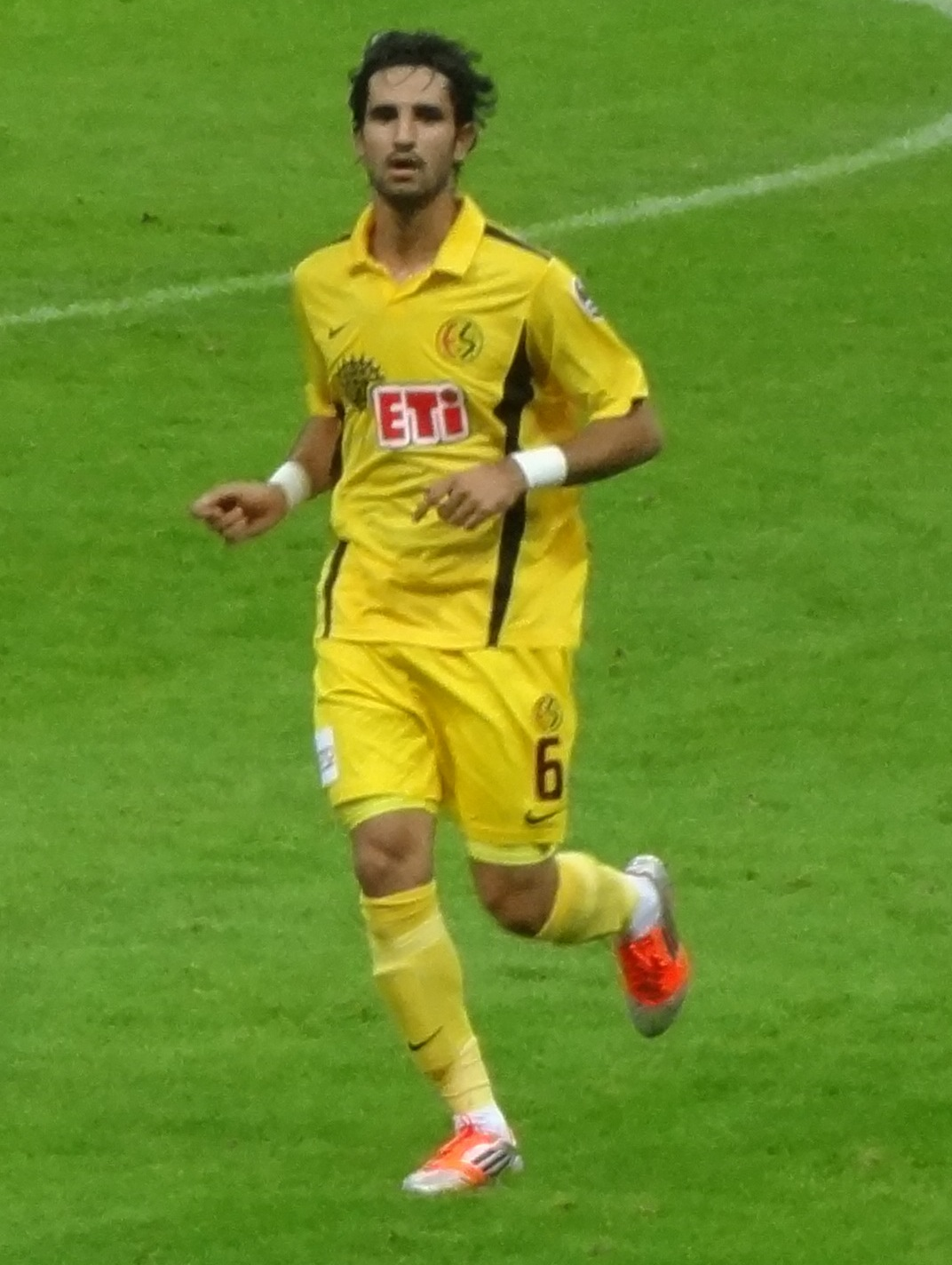
Potuk im Trikot von Eskişehirspor im Oktober 2012

Die Hinrunde der Saison arbeitete Potuk mit dem deutschen Trainer Michael Skibbe zusammen, zeigte unter diesem deutliche Verbesserungen in seinem Spiel und avancierte zu einem der Shootingstars der Hinrunde. Nachdem mehrere größere Vereine begannen, sich für ihn zu interessieren, wurde in der Winterpause der Saison 2011/12 sein Wechsel zu Fenerbahçe Istanbul bekanntgegeben. Später kam der Wechsel wegen der unterschiedlichen Gehaltsvorstellungen zwischen Potuk und Fenerbahçe nicht zustande. Daraufhin verlängerte Potuk seinen Vertrag mit Eskişehirspor um weitere 4,5 Jahre. Zur Rückrunde wurde mit Ersun Yanal ein neuer Trainer bei Eskişehirspor vorgestellt. Unter diesem Trainer steigerte Potuk seine Leistungen ein weiteres Mal, stieg zum Nationalspieler auf und wurde zum begehrtesten türkischen Spieler der Sommertransferperiode 2013.
Am 22. Mai 2013 wurde bekannt, dass Alper Potuk zu Fenerbahçe Istanbul wechselte und er dort einen Fünfjahresvertrag unterschrieb. Dabei einigten sich beide Vereine auf eine Ablösesumme von 6,25 Millionen € und der Abgabe der beiden Fenerbahçe-Spieler Henri Bienvenu und Orhan Şam an Eskişehirspor. Bienvenu stimmte nach einer kurzen Bedenkzeit dem Wechsel zu Eskişehirspor und unterschrieb hier einen Dreijahresvertrag. Orhan Şam hingegen weigerte sich zu Eskişehirspor zu wechseln und verhandelte mit Vereinen wie Kasımpaşa Istanbul. So musste Fenerbahçe zu der vorher festgelegten Ablösesumme 1 Million € zuzahlen. Der Wechsel Potuks zu Fenerbahçe wurde zu einem der Topthemen der türkischen Sportpresse des Sommers 2013. Potuk und sein Verein hatten sich zunächst mit Galatasaray Istanbul um einen Wechsel geeinigt und bereits eine Pressemitteilung mit dem Zustandekommen des Transfers veröffentlicht. Unmittelbar nach den Transferverhandlungen Galatasarays setzte sich der Erzrivale Fenerbahçe mit Verein und Spieler in Verbindung und überbot Galatasaray. So einigten sich Eskişehirspor und Potuk mit Fenerbahçe. Die Verantwortlichen von Galatasaray kritisierten diesen Wechsel damit, dass man Galatasaray eine feste Zusage gemacht hatte.
Zur Sommertransferperiode 2020 wechselte Potuk ablösefrei zu MKE Ankaragücü.

### Nationalmannschaft
Potuk begann seine Nationalmannschaftskarriere im Januar 2010 mit einem Einsatz für die türkische U-19-Nationalmannschaft. Nach drei weiteren Spielen für die U-19-Auswahl wurde er im gleichen Jahr im Rahmen zweier Qualifikationsspiele für die U-21-Fußball-Europameisterschaft 2011 in das Aufgebot der türkischen U-21-Nationalmannschaft berufen. Bei diesen zwei Spielen saß er allerdings auf der Ersatzbank.
Nach dieser ersten U-21-Normierung nahm er im August 2013 mit der U-20-Nationalmannschaft am Walerij-Lobanowskyj-Gedächtnisturnier 2010 teil und absolvierte zwei Turnierspiele. Anschließend begann Potuk für die U-21-Nationalmannschaft zu spielen und absolvierte für diese bis zum November 2011 zehn Begegnungen.
Im Februar 2012 wurde Potuk durch seine zuletzt überzeugenden Leistungen für Eskişehirspor vom Nationaltrainer Abdullah Avcı im Rahmen eines Testspiels gegen die slowakische Nationalmannschaft zum ersten Mal in den Kader der türkischen Nationalmannschaft berufen. Durch seine Einwechslung in der 76. Minute für Arda Turan gab Potuk sein A-Länderspieldebüt.
Nach seiner ersten A-Länderspielnominierung wurde er ein weiteres Mal nominiert, saß aber bei zwei Länderspielen auf der Ersatzbank. Anschließend absolvierte er ein Spiel für die türkische U-21-Nationalmannschaft und zwei für die zweite Auswahl der türkischen Nationalmannschaft, für die A2-Auswahl. Ab dem Winter 2012 begann er dann ausschließlich für die A-Nationalmannschaft aufzulaufen.
Besonderes Lob seines der türkischen Fachpresse und den Zuschauern erhielt er wegen seiner Leistung im WM2014-Qualifikationsspiel gegen die ungarische Nationalmannschaft vom 26. März 2013. In dieser Partie glänzte er als einziger Spieler in einer sonst schwachen türkischen Nationalmannschaft und brachte durch seine Vorstöße aus dem Mittelfeld die ungarische Abwehr mehrmals in Verlegenheit.

## Erfolge
Fenerbahçe Istanbul
- Türkischer Meister: 2013/14
- Türkischer Supercup-Sieger: 2014